# Компактификация
Компактификация — операция, которая преобразует топологические пространства в компактные.

## Определение
Формально компактификация пространства {\displaystyle X} определяется как пара {\displaystyle (Y,\;f)},
где {\displaystyle Y} компактно,
{\displaystyle f:X\to Y} вложение
такое, что {\displaystyle f(X)} плотно в {\displaystyle Y}.

## Примеры
- Вещественная проективная плоскость является одной из компактификаций Евклидовой плоскости. Другая её (одноточечная) компактификация гомеоморфна сфере.

## Одноточечная компактификация
Одноточечная компактификация (или компактификация Александрова) устроена следующим образом. Пусть {\displaystyle Y=X\cup \{\infty \}} и открытыми множествами в {\displaystyle Y} считаются все открытые множества {\displaystyle X}, а также множества вида {\displaystyle O\cup \{\infty \}}, где {\displaystyle O\subseteq X} имеет замкнутое и компактное (в {\displaystyle X}) дополнение. {\displaystyle f} берётся как естественное вложение {\displaystyle X} в {\displaystyle Y}. {\displaystyle (Y,\;f)} тогда компактификация, причём {\displaystyle Y} хаусдорфово тогда и только тогда, когда {\displaystyle X} хаусдорфово и локально компактно.

### Примеры
- {\displaystyle \mathbb {R} \cup \{\infty \}} с топологией, сконструированной как указано выше, является компактным пространством. Нетрудно доказать, что если два пространства гомеоморфны, то и соответствующие одноточечные компактификации гомеоморфны.
  - В частности, так как окружность на плоскости без одной точки гомеоморфна с {\displaystyle \mathbb {R} } (пример гомеоморфизма — стереографическая проекция), целая окружность гомеоморфна с {\displaystyle \mathbb {R} \cup \{\infty \}}.
  - Аналогично, {\displaystyle \mathbb {R} ^{n}\cup \{\infty \}} гомеоморфно {\displaystyle n}-мерной сфере.

## Компактификация Стоуна — Чеха
На компактификациях некоторого фиксированного пространства {\displaystyle X} можно ввести частичный порядок.
Положим {\displaystyle f_{1}\leqslant f_{2}} для двух компактификаций {\displaystyle f_{1}:X\to Y_{1}}, {\displaystyle f_{2}:X\to Y_{2}}, если существует непрерывное отображение {\displaystyle g:Y_{2}\to Y_{1}} такое, что {\displaystyle gf_{2}=f_{1}}.
Максимальный (с точностью до гомеоморфизма) элемент в этом порядке называется компактификацией Стоуна — Чеха и обозначается {\displaystyle \beta X}.
Для того, чтобы у пространства {\displaystyle X} существовала компактификация Стоуна — Чеха, удовлетворяющая аксиоме отделимости Хаусдорфа, необходимо и достаточно, чтобы {\displaystyle X} удовлетворяло аксиоме отделимости {\displaystyle T_{3{\frac {1}{2}}}}, то есть было вполне регулярным.